# Chorjambus
Der Chorjambus oder Choriambus (altgriechisch χορίαμβος choriambos) ist in der antiken Verslehre ein viergliedriger, aus einem Trochäus (—◡) (auch Choreus genannt) und einem Jambus (◡—) zusammengesetzte Versfuß nach dem Schema —◡◡—.
Im Deutschen wurde der Chorjambus nur selten nachgebildet. Eines der wenigen Beispiele ist Stefan Georges Gedicht An Apollonia, in dem in jedem Vers der Chorjambus dreimal auftritt:
Tra̱ue dem glü̱ck! la̱cht es auch he̱ut · A̱pollo̱nia · ni̱cht.

Nö̱tiger schme̱rz bli̱ch dein gesi̱cht · do̱ch es ze̱igt dass du ba̱ld

Schmi̱egsam und sta̱rk ü̱ber ihn si̱egst · ni̱e mehr lo̱he dann glu̱t […]